# 예천 김씨
예천 김씨(醴泉金氏)는 경상북도 예천군을 본관으로 하는 한국의 성씨이다.
시조 김존사(金存沙)는 언양 김씨 김취려의 후손으로 전해진다.

## 참고 자료
- “예천김씨(醴泉金氏)”. 뿌리를 찾아서.[깨진 링크(과거 내용 찾기)]